# توماس ك. ديزموند
توماس ك. ديزموند (بالإنجليزية: Thomas C. Desmond) هو مهندس وسياسي أمريكي، ولد في 15 سبتمبر 1887، وتوفي في 6 أكتوبر 1972. حزبياً، نشط في الحزب الجمهوري. وقد انتخب عضو مجلس ولاية نيويورك.